# Hygrophila paraibana
Hygrophila paraibana är en akantusväxtart som beskrevs av Carlos Toledo Rizzini. Hygrophila paraibana ingår i släktet Hygrophila och familjen akantusväxter. Inga underarter finns listade i Catalogue of Life.